# Loloru
El Lago Loloru es un lago en un cráter en Bougainville, Papúa Nueva Guinea.
Consiste en calderas con un domo de lava de andesita. Se cree que su última erupción podría haber ocurrido en el 1050 antes de Cristo.